# 1969年至1970年英格蘭足總盃
1969/70球季英格蘭足總盃（英語：FA Cup），是第89屆英格蘭足總盃，今屆賽事的冠軍是車路士，他們在決賽以2:1 (重賽)擊敗列斯聯，奪得冠軍。本屆賽事繼續在舊溫布萊球場舉行。
值得留意的是，兩隊的決賽重賽在奧脫福球場而非溫布萊舉行。

## 外部連結
1. 英格蘭足總盃官網Archive-It的存檔，存档日期2012-04-24
2. 英格蘭足總盃 歷屆冠軍（页面存档备份，存于）